# Сент-Аи

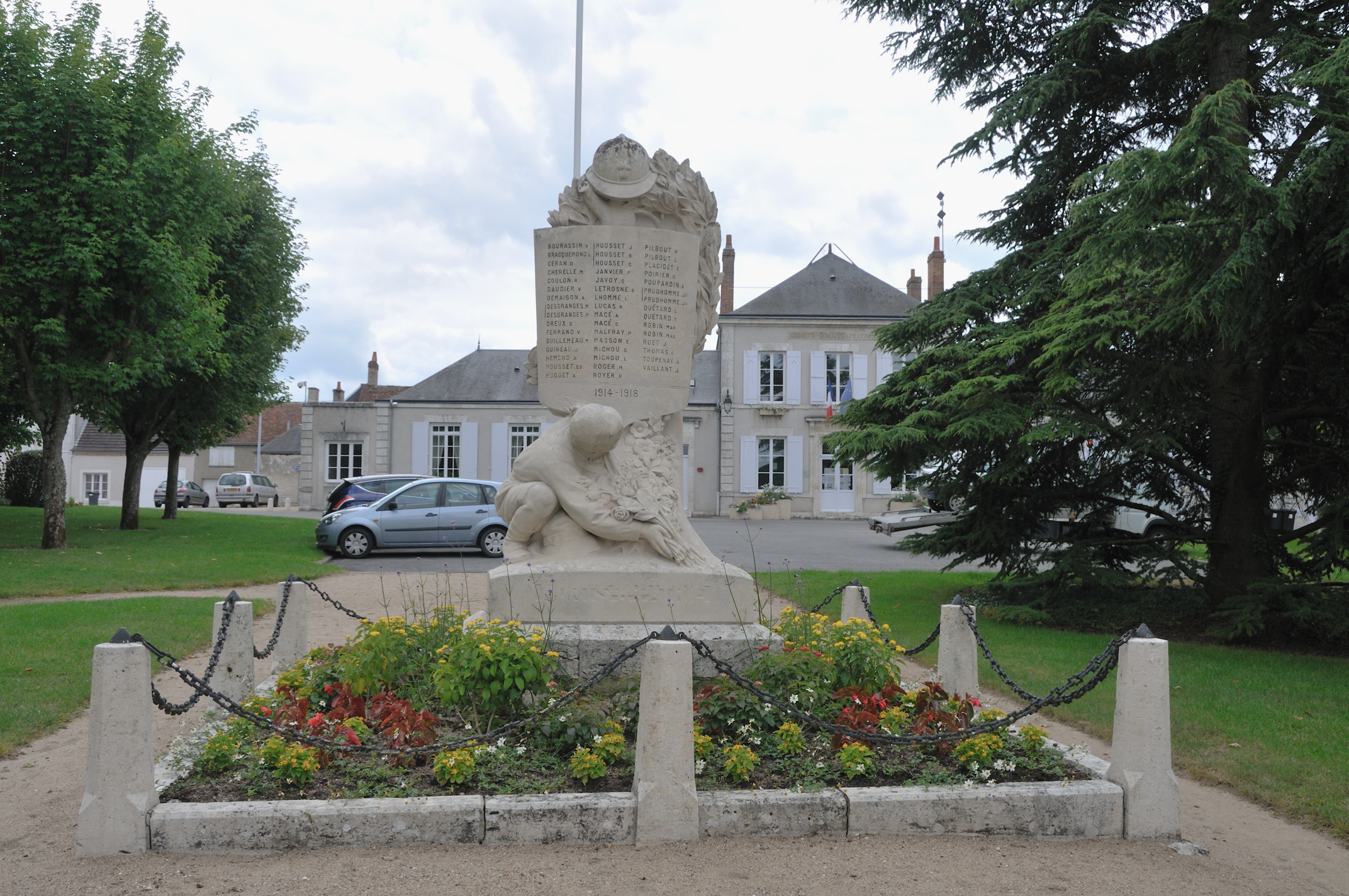

Сент-Аи (фр. Saint-Ay) — город и коммуна во Франции. Расположен в департаменте Луаре региона Центр.

## История
Коммуна Сент-Аи  расположена на территории региона Долина Луары, занесённого в список ЮНЕСКО Всемирного наследия. Названа  жившего и скончавшегося в этих местах в середине VI столетия виконта Орлеанского Святого Аи. В средневековье подвергался опустошениям со стороны норманнов, пострадал во время Столетней войны. В годы Французской революции город был переименован в И-сюр-Луар (Ay-sur-Loire), после Реставрации ему было возвращено прежнее имя.
Сент-Аи неоднократно посещал Франсуа Рабле.
Среди историко-архитектурных памятников следует отметить церковь, построенную в XII веке.

## Экономика
Кроме обслуживания туристов, одной из основ местной экономики является виноградарство.